# Верхний Сузун
Верхний Сузун (Верхняя Сузунка, Сузунка) — река в России, протекает по Новосибирской области. Устье реки находится в 3245 км по правому берегу реки Обь. Длина реки составляет 93 км, площадь водосборного бассейна 981 км².

## Данные водного реестра
По данным государственного водного реестра России относится к Верхнеобскому бассейновому округу, водохозяйственный участок реки — Обь от города Барнаул до Новосибирского гидроузла, без реки Чумыш, речной подбассейн реки — бассейны притоков (Верхней) Оби до впадения Томи. Речной бассейн реки — (Верхняя) Обь до впадения Иртыша.